# Bayraktar TB3
Bayraktar TB3 – bezzałogowy rozpoznawczo-bojowy aparat latający (ang. unmanned combat aerial vehicle, UCAV), klasy MALE (ang. Medium-Altitude Long-Endurance; pol. średni pułap i duża długotrwałość lotu), produkcji tureckiej firmy Baykar Makina, zdolny do operowania z pokładu tureckiego uniwersalnego okrętu desantowego–lotniskowca TCG „Anadolu”.

## Historia
Prace nad nową konstrukcją firmy Baykar ujawniono 29 października 2020 roku. TB3 swoim układem konstrukcyjnym nawiązuje do mniejszego aparatu Bayraktar TB2. Kadłub połączony jest z tylnym usterzeniem za pomocą dwóch belek ogonowych o niewielkim przekroju. Samo tylne usterzenie ma kształt odwróconej litery V. Pomiędzy belkami ogonowymi znajduje się śmigło pchające, napędzane przez pojedynczy silnik tłokowy krajowej produkcji TEI PD170. Maszyna przystosowana jest do operowania z pokładu tureckiego uniwersalnego okrętu desantowego–lotniskowca TCG „Anadolu”. W tym celu samolot wyposażono w składane skrzydła, ułatwiające hangarowanie na pokładzie okrętu. Do startu i lądowania maszyna potrzebuje pasa o długości jedynie 150 m. Start z pokładu TCG „Anadolu” ma odbywać się przy użyciu wyciągarki. Lądowanie na pokładzie ma być zabezpieczane poprzez rozpinaną w poprzek pokładu siatkę. Na „Anadolu” będzie jednocześnie mogło być hangarowanych od 30 do 40 TB3. Zasobniki i uzbrojenie samolotu będą przenoszone na sześciu podskrzydłowych pylonach. Podwozie aparatu całkowicie chowane w locie. Radiowe lub satelitarne łącze umożliwi wymianę danych pomiędzy samolotem a centrum kontroli lotu. Ukończony prototyp po raz pierwszy wzbił się w powietrze 20 października 2023 roku.
19 listopada 2024 roku Bayraktar TB3 wykonał po raz pierwszy pomyślną próbę startu i lądowania z pokładu TCG „Anadolu”. Operacje przeprowadzono w trybie automatycznym bez pomocy pokładowych urządzeń wspomagających start, katapulty czy lin skracających dobieg maszyny.

## Użytkownicy
Pierwszym nabywcą aparatów została Indonezja, stało się to jeszcze przed ukończeniem prób samolotu. 12 lutego 2025 roku, podczas wizyty tureckiego prezydenta Recepa Erdoğana w Indonezji, podpisano szereg umów o współpracy w zakresie obronności i zwalczania terroryzmu. Jedna z umów zakłada utworzenie spółki joint venture, której celem bedzię budowa w kraju zakładu produkującego bojowe aparaty bezzałogowe. W ramach umowy Indonezja zakupiła 60 maszyn TB3 i dziewięć Bayraktar Akıncı.